# Severní Kypr
Severní Kypr (turecky Kuzey Kıbrıs), plným názvem Severokyperská turecká republika (turecky Kuzey Kıbrıs Türk Cumhuriyeti), je de facto stát, který zahrnuje severovýchodní část ostrova Kypr. Uznává ho pouze Turecko a její území je všemi ostatními státy považováno za součást Kyperské republiky. Severní Kypr se rozkládá od cípu poloostrova Karpas na severovýchodě po záliv Morphou, mys Kormakitis a jeho nejzápadnější bod, exklávu Kokkina na západě. Jeho nejjižnějším bodem je vesnice Louroujina. Na ploše asi 3 400 km² žije přibližně 383 000 obyvatel. Mezi severním Kyprem a zbytkem ostrova se rozkládá nárazníková zóna pod kontrolou OSN, která rozděluje i Nikósii, největší město ostrova a hlavní město obou částí. Úředním jazykem je turečtina, přičemž se zde mluví odlišným místním dialektem. Převážnou většinu obyvatelstva tvoří sunnitští muslimové, přičemž náboženské postoje jsou většinou umírněné a sekulární.
Státní převrat v roce 1974, provedený v rámci pokusu o připojení ostrova k Řecku, vyvolal tureckou invazi na Kypr. Ta měla za následek vystěhování velké části kyperských Řeků ze severu, útěk kyperských Turků z jihu a rozdělení ostrova, které vedlo k jednostrannému vyhlášení nezávislosti severu v roce 1983. Vzhledem k tomu, že Severní Kypr není uznán, je jeho ekonomická, politická a vojenská podpora silně závislá na Turecku.
Pokusy o řešení kyperského sporu byly neúspěšné. Turecká armáda udržuje na severním Kypru rozsáhlé síly s podporou a souhlasem vlády Severního Kypru, zatímco Kyperská republika, Evropská unie jako celek i mezinárodní společenství ji považují za okupační sílu. Tato vojenská přítomnost byla odsouzena v několika rezolucích Rady bezpečnosti OSN.
Severní Kypr je poloprezidentská, demokratická republika s kulturním dědictvím zahrnujícím různé vlivy a ekonomikou, které dominuje sektor služeb. Ekonomika zaznamenala v letech 2000 a 2010 růst, přičemž hrubý domácí produkt na obyvatele se v roce 2000 více než ztrojnásobil, ale brzdí ji mezinárodní embargo v důsledku oficiálního uzavření přístavů na Severním Kypru Kyperskou republikou. Severní Kypr je pozorovatelským státem Organizace ekonomické spolupráce a Organizace islámské spolupráce pod názvem „Turecký stát Kypr“, Parlamentního shromáždění Rady Evropy pod názvem „Turecké společenství Kypr“ a Organizace turkických států pod jeho vlastním názvem.                                                                                                                                                                                                                                                                                                                                                                                                                                                                                                                                                                                                                                                                                                                                                                                                                                                                                                                                                                                                                                                                                                                                                                                                                                                                                                                                                                                                                                                                                                                                                                                                                                                                                                                                                                                                                                                                                                                                                                                                                                                                                                                                                                                                                                                                                                                                                                                                                                                                                                                                                                                                                                                                                                                                                                                                                                                                                                                                                                                                                                                                                                                                                                                                                                                                                                                                                                                                                                                                                                                                                                                                                                                                                                                                                                                                                                                                                                                                                                                                                                                                                                                                                                                                                                                                                                                                                                                                                                                                                                                                                                                                                                                                                                                                                                                                                                                                                                                                                                                                                                                                                                                                                                                                                                                                                                                                                                                                                                                                                                                                                                                                                         

## Historie
Vznik samostatného státu v roce 1983 byl vyvrcholením krize na ostrově, která byla vyvolána pučem kyperských Řeků v roce 1974, jehož cílem bylo svržení tehdejší vlády, a následnou invazí tureckého vojska v roce 1974, které mělo údajně za úkol ochránit turecké obyvatelstvo ostrova; téhož roku na severu ostrova vznikl separatistický stát. V současné době je stát Severní Kypr uznán pouze Tureckem.

### Referendum 2004
V roce 2004 bylo uspořádáno referendum o sjednocení ostrova, které, pokud by bylo přijato, by vytvořilo Sjednocenou kyperskou republiku, která by následně vstoupila do Evropské unie. Ačkoli byl Annanův plán v severní části přijat 65 % hlasů, byl zamítnut řeckou částí Kypru, kde pro sjednocení ostrova hlasovalo jen 24 % obyvatel.

### Vztahy s řeckou stranou
Orgány Evropské unie mají při jednání se Severním Kyprem a s rozvojovou pomocí pro toto území velké problémy. Zástupci Řecka a kyperských Řeků brání byť jen náznaku uznání nezávislosti Severokyperské turecké republiky, což se projevilo mimo jiné při podpisu dohod pro rozšíření Evropské unie mezi Evropskou unií a Tureckem v roce 2004. Problematická je situace na Kypru i vzhledem k plánům na vstup Turecka do Evropské unie – budoucí partner nyní vojensky okupuje část území EU, do které chce vstoupit.

### Vztahy s Tureckem
Od roku 1974 je na Severním Kypru trvale umístěno více než 35 000 tureckých vojáků. V listopadu 2021, během události oslavující Osmanskou říši, prohlásil turecký ministr zahraničí Mevlüt Çavuşoğlu, že pro obranu práv kyperských Turků je Turecko „připraveno udělat cokoliv“.

## Státní symboly

### Vlajka
Severokyperská vlajka je tvořena listem o poměru stran 2:3 s pěti vodorovnými pruhy (střídavé bílými a červenými) o poměru šířek 1:1:6:1:1. Uprostřed středního bílého pruhu je větší červený půlměsíc a menší červená hvězda.

### Znak
Severokyperský znak je tvořen bílou, vzhůru letící holubici s olivovou ratolestí v zobáku na žlutém, zeleně lemovaném štítu. Nad štítem je zelený letopočet 1983 a bílý obrys půlměsíce s obrysem pěticípé hvězdy. Kolem štítu je věnec z olivových listů.

### Hymna
Severní Kypr užívá Tureckou hymnu, kterou je píseň İstiklâl Marşı (česky Pochod nezávislosti). Slova básně, která má 10 slok, ale zpívají se jen první dvě, napsal Mehmet Akif Ersoy, hudbu složil Osman Zeki Üngör.

## Politické uspořádání
Severní Kypr je republika v čele s prezidentem.

### Výkonná moc
Výkonná moc je reprezentována prezidentem voleným na pět let a vládou složenou z jejího předsedy (Ersan Saner) a 10 ministrů.

### Zákonodárná moc
Zákonodárná moc je reprezentována padesátičlenným jednokomorovým parlamentem (Shromáždění republiky) voleným poměrným systémem na období pěti let, přičemž minimální hranice pro vstup do parlamentu
je získání 5 % hlasů z celkového počtu v řádných volbách.

### Soudní moc
Soudní moc je zastoupena nejvyšším soudem, soudci jsou jmenováni Vrchní soudní radou.

## Hospodářství

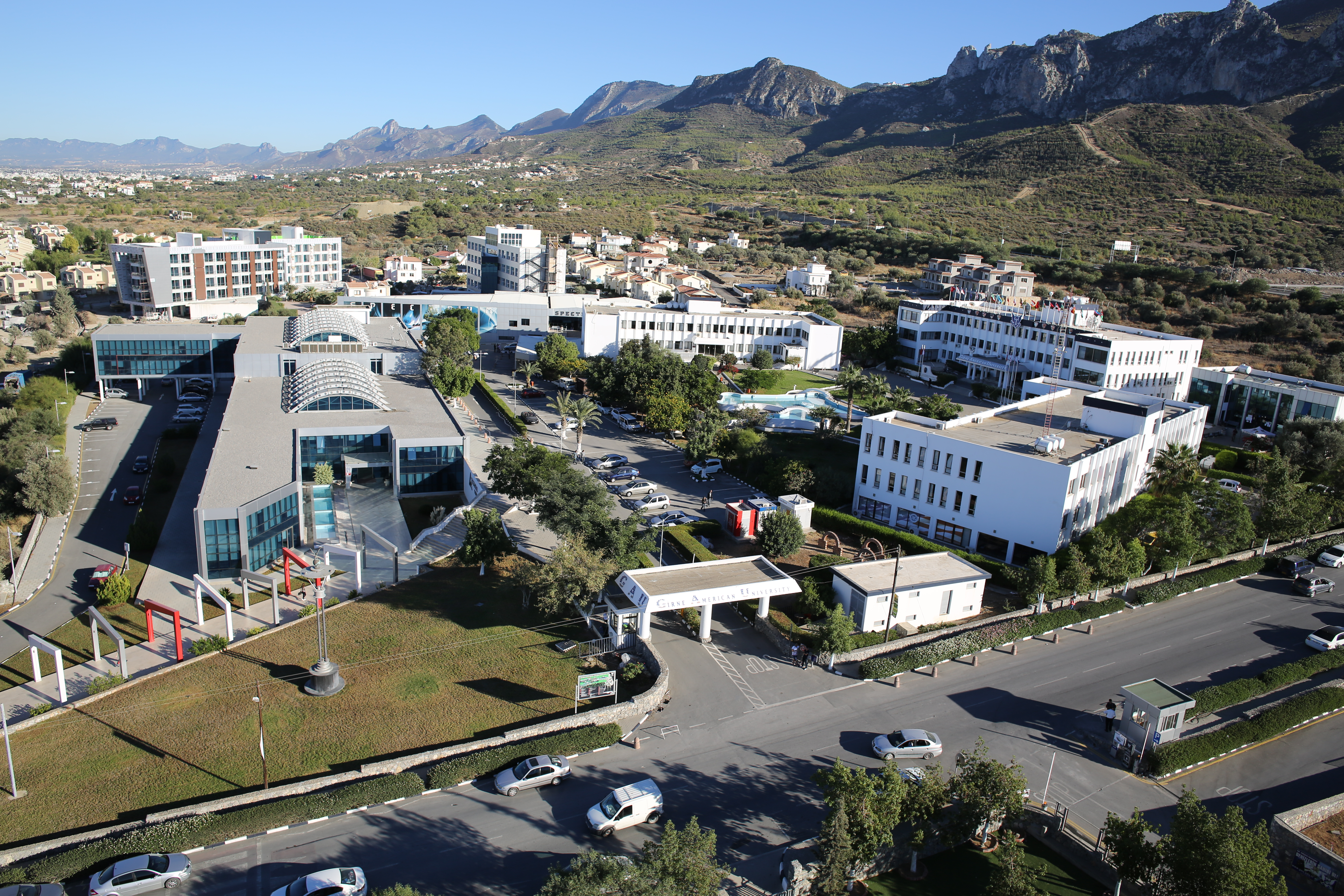
Americká univerzita Girne

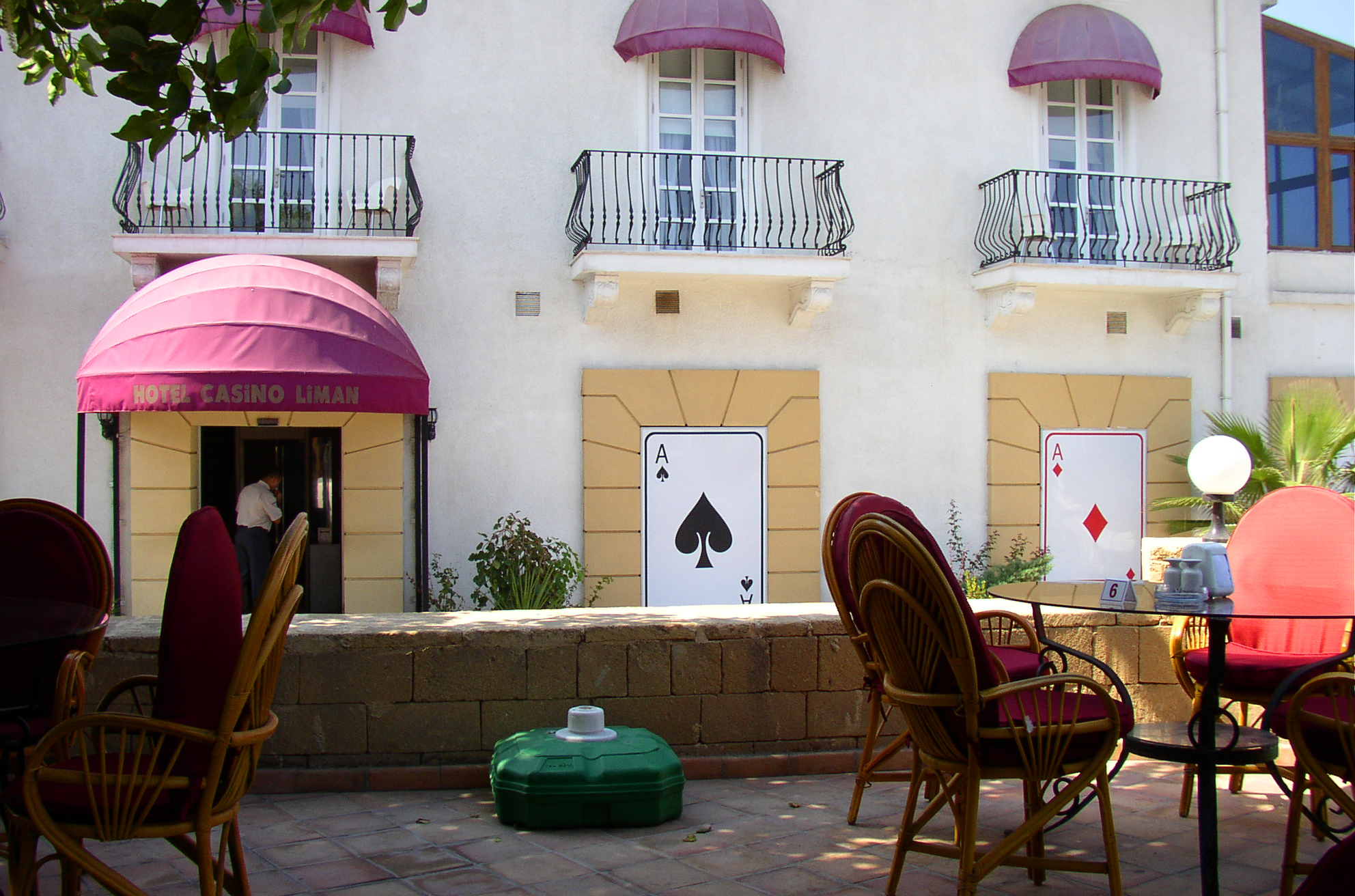
Kasina jsou důležitou součástí severokyperského turistického ruchu.

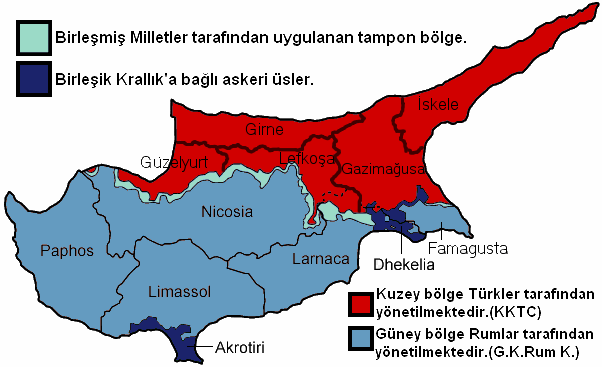
Administrativní rozdělení Kypru.

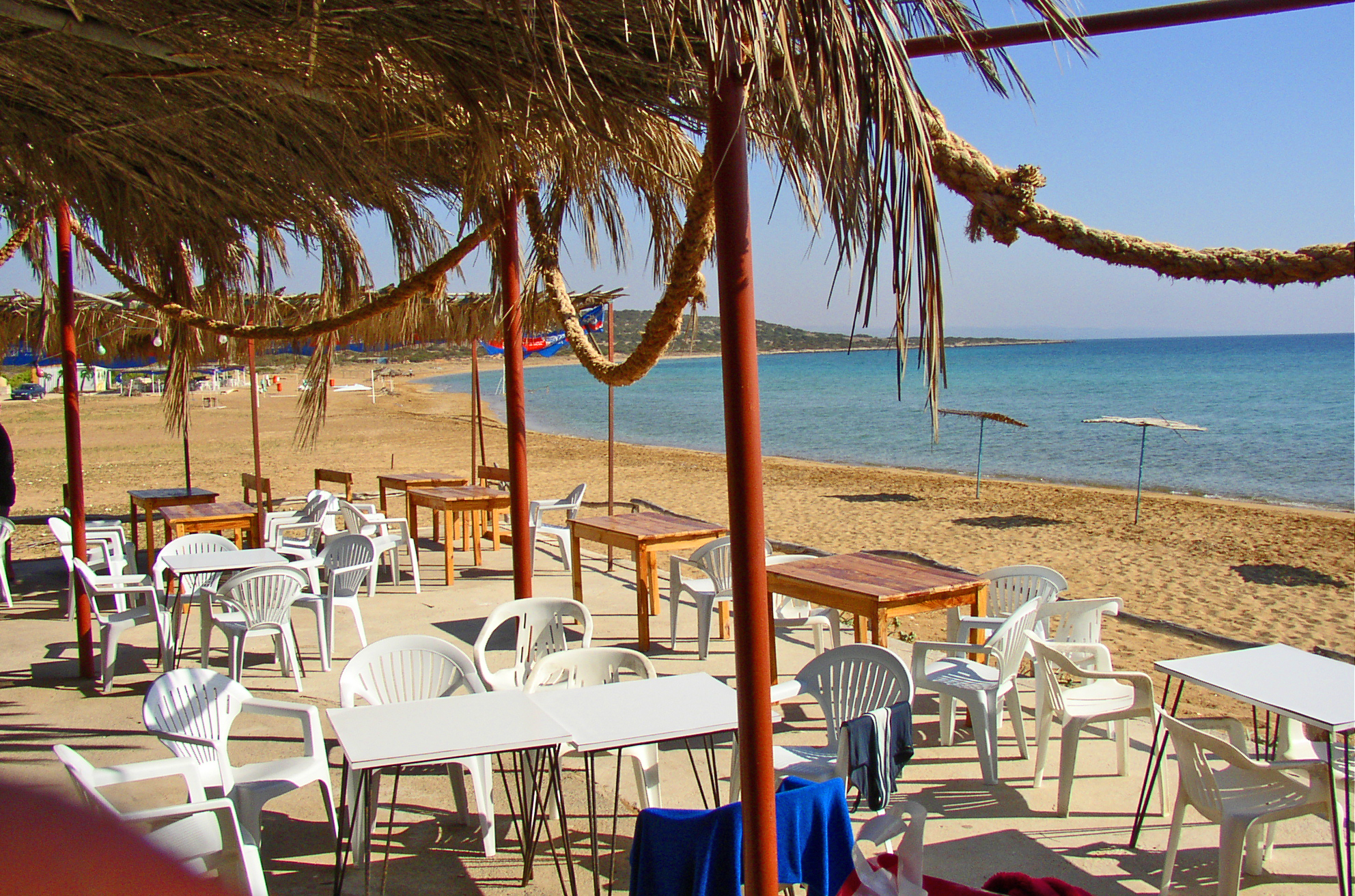
Pláž v distriktu İskele

Ekonomice Severního Kypru dominuje sektor služeb, spolu s veřejným sektorem, obchodem a turistickým ruchem, s menším podílem zemědělství a lehkého strojírenského průmyslu. Hospodářství funguje na principu volného trhu s velkým podílem dotací administrativních nákladů ze strany Turecka.
Kvůli svému postavení a embargu je Severní Kypr silně závislý na turecké vojenské a ekonomické podpoře. Měnou je turecká lira, což zdůrazňuje propojenost s tureckou ekonomikou. Veškerý severokyperský export a import musí být uskutečňován prostřednictvím Turecka, pokud není vyprodukovaný místně z materiálů dostupných v této oblasti (nebo importovaných prostřednictvím uznávaných přístavů ostrova) a může být exportován prostřednictvím jednoho z legálních přístavů.
Přetrvávající problémy na Kypru nepříznivě ovlivňují ekonomický rozvoj Severokyperské turecké republiky. Kyperská republika jako mezinárodně uznávaná autorita deklarovala místní letiště a přístavy, které nejsou pod její kontrolou, za uzavřené. Všechny členské země OSN a státy Evropské unie uzavření těchto letišť a přístavů respektují. Turecká komunita proti tomuto argumentuje že Kyperská republika zneužívá své mezinárodní postavení k tomu, aby oslabila ekonomické vztahy mezi Severním Kyprem a ostatním světem.
Navzdory omezením vyplývajícím z nedostatku mezinárodního uznání dosáhla Severokyperská turecká republika na počátku 21. století vysoký růst HDP, v letech 2001 – 2005 5,4%, 6,9%, 11,4%, 15,4% a 10,6%. Tento růst byl dosažen relativní stabilitou Turecké liry a rozmachem školství a stavebního sektoru.
Studie Světové banky říkají, že v Severokyperské turecké republice vyrostl HDP na osobu na 76% z HDP na osobu v Kyperské republice.
Turecko-kyperská ekonomika také profitovala z množství univerzit, včetně Univerzity Blízkého východu, Americké univerzity Girne, Technické univerzity Středního východu, Evropské univerzity Lefka a Kyperské mezinárodní univerzity, tak i Univerzity východního Středomoří, která je mezinárodně uznávaná a má více než 15 000 studentů 68 různých národností. Univerzita byla uznána tureckou Radou vysokého školství. Je plnoprávným členem institucí jako Evropská asociace univerzit, Komunita středomořských univerzit, Federace univerzit islámského světa a Mezinárodní asociace univerzit.

### Turistika
Přestože je Severní Kypr kontroverzním a světově neuznaným státem, turisticky jde o oblíbenou oblast. Významné jsou endemické druhy rostlin. Typické jsou dlouhé, převážně písečné pláže. Na ostrově se nachází celá řada významných starověkých a starobylých památek. Historie a mytické pověsti se datují do doby tisíce let před naším letopočtem. K nejvýznamnějším památkám patří hrad ze 13. století, svatý Hilarion v pohoří Kyrenia, nebo zachovalé pozůstatky starobylého městského státu Salamis, který vznikl 1100 let před Kristem.

## Kuchyně
Severokyperská jídla kombinují tureckou, řeckou, obecně středomořskou a britskou gastronomii.
Tradiční bohaté menu „mezés“ se skládá z mnoha studených předkrmů a teplých hlavních chodů.
V pestrobarevné nabídce jídel nesmí chybět ochucený jogurt, tzatziki, hummus, olivy, čerstvé sýry, grilovaný halloumi (národní sýr), plněné vinné listy, sezamový dip, olivový olej, citrony atd.
Teplá jídla se podávají po malých porcích, ale často za sebou. Různě upravená mletá masa, jehněčí Kleftiko (maso s kostí), kuřecí kousky, smažené Kofta (karbanátky) a Koupes (Kofta v těstíčku). Následují ovoce, sladkosti nebo obojí.

## Podnebí a počasí
Severní Kypr leží v subtropickém středozemním podnebném pásu. Charakterizují jej mírné vlhké zimy a horká slunečná léta. V zimě jsou typickým tlakovým útvarem tlakové níže, které přináší srážky. V létě jsou naopak dominantní tlakové výše s minimem oblačnosti a vysokými teplotami.
Na jaře je průměrná teplota na Severním Kypru 24 °C, v létě 36 °C, na podzim 24 °C a v zimě 14 °C. Výhodou pro turistický ruch je nejdelší přímořská sezóna v celém Středomoří od května až do začátku listopadu.
Drtivá většina srážek spadne v zimě, průměrný zimní měsíc má až 14 deštivých dnů. V létě se naopak srážky objevují výjimečně, deštivé dny jsou maximálně 2 až 3 v měsíci. Stabilita slunečného počasí v létě patří k nejvyšším ve Středomoří. V hlavním městě Severní Nikósii spadne za rok asi 350 mm srážek.
Jelikož je celý Kypr obklopen mořem, typické je zesílené proudění. Vítr vyrovnává rozdíly mezi tlakovými útvary ve Středomoří, pobřeží potom ovlivňuje každodenní bríza. V zimě se může v nejvyšších polohách objevit sněhová pokrývka.

## Telekomunikace
Protože země není mezinárodně uznána, nemá svoji národní internetovou doménu. V zemi se používá .tr nebo doména druhého řádu .nc.tr, ale široce je používána i doména .cc (jinak určená pro Kokosové ostrovy, australské teritorium).
Severokyperské poštovní známky vydává The Directorate of the Postal Dept., Lefkoşa.